# I Like the Way
«I Like the Way» (también conocida como «I Like the Way You Move») es una canción del dúo británico-australiano de música dance BodyRockers. Se lanzó como sencillo el 18 de abril de 2005 y posteriormente apareció en el álbum debut homónimo del grupo. El sencillo debutó en la tercera ubicación en la lista de sencillos del Reino Unido, y permaneció entre los 75 primeros durante 40 semanas. La canción también ingresó en las listas de música dance en los Estados Unidos tras su aparición en un comercial titulado "Loft" para Coca-Cola Light, alcanzando el número 20 en la lista Billboard Hot Dance Club Play y el número siete en la lista Billboard Hot Dance Airplay.
A nivel mundial, el sencillo alcanzó la séptima posición en Nueva Zelanda y la octava en Dinamarca, además de ingresar en los primeros veinte en las listas de Australia, Austria, Finlandia, Irlanda e Italia. El video musical de la canción fue dirigido por Trudy Bellinger.
La canción también apareció en un comercial de Duracell emitido en 2007.

## Lista de canciones
| Reino Unido – Maxi sencillo en CD |                                                         |          |  |
| N.º                               | Título                                                  | Duración |  |
| 1.                                | «I Like the Way» (Radio Edit)                           | 3:22     |  |
| 2.                                | «I Like the Way» (Junior Jack ‘Rock Da House’ Club Mix) | 8:10     |  |
| 3.                                | «I Like the Way» (Tom Neville Touch My Body Mix)        | 7:28     |  |
| 4.                                | «I Like the Way» (Linus Loves Mix)                      | 5:46     |  |
| 5.                                | «I Like the Way» (Bimbo Jones Delano Mix)               | 6:49     |  |
| 6.                                | «I Like the Way» (Full Length Version)                  | 6:45     |  |

| Estados Unidos – Sencillo en CD |                                                         |          |  |
| N.º                             | Título                                                  | Duración |  |
| 1.                              | «I Like the Way» (Radio Edit)                           | 3:20     |  |
| 2.                              | «I Like the Way» (Versión del álbum)                    | 6:44     |  |
| 3.                              | «I Like the Way» (Bimbo Jones Delano Radio Edit)        | 3:42     |  |
| 4.                              | «I Like the Way» (Bimbo Jones Delano Mix)               | 6:49     |  |
| 5.                              | «I Like the Way» (Junior Jack ‘Rock Da House’ Club Mix) | 8:10     |  |
| 6.                              | «I Like the Way» (Herd & Fitz Remix)                    | 8:37     |  |

| Suecia – CD Promo (Remixes) |                                                         |          |  |
| N.º                         | Título                                                  | Duración |  |
| 1.                          | «I Like the Way» (Radio Edit)                           | 3:35     |  |
| 2.                          | «I Like the Way» (Full Lenght)                          | 6:48     |  |
| 3.                          | «I Like the Way» (Junior Jack 'Rock Da House' Club Mix) | 8:14     |  |
| 4.                          | «I Like the Way» (Junior Jack 'Rock Da House' Dub)      | 8:14     |  |
| 5.                          | «I Like the Way» (Tom Neville Touch My Body Mix)        | 7:32     |  |
| 6.                          | «I Like the Way» (Fritz Mix)                            | 8:42     |  |
| 7.                          | «I Like the Way» (Linus Loves Mix)                      | 5:50     |  |
| 8.                          | «I Like the Way» (Bimbo Jones Delano Mix)               | 6:53     |  |
| 9.                          | «I Like the Way» (Bimbo Jones Delano Radio Mix)         | 3:46     |  |
| 10.                         | «I Like the Way» (The Freelance Hellraiser Remix)       | 6:57     |  |
| 11.                         | «I Like the Way» (The Freelance Hellraiser Radio Mix)   | 1:34     |  |

## Posicionamiento en listas y certificaciones
| Lista (2005–2006)                    | Mejor posición |
| ------------------------------------ | -------------- |
| Alemania (Media Control AG)          | 82             |
| Australia (ARIA)                     | 12             |
| Australia (ARIA Dance)               | 1              |
| Austria (Ö3 Austria Top 40)          | 17             |
| Bélgica (Flandes) (Ultratop 50)      | 33             |
| República Checa (IFPI)               | 30             |
| Dinamarca (Tracklisten)              | 8              |
| Escocia (Scottish Singles Chart)     | 3              |
| Estados Unidos (Hot Dance Club Play) | 20             |
| Estados Unidos (Dance Radio Airplay) | 7              |
| Eurochart Hot 100                    | 12             |
| Finlandia (OFC)                      | 14             |
| Grecia (IFPI)                        | 17             |
| Hungría (Rádiós Top 40)              | 30             |
| Irlanda (IRMA)                       | 11             |
| Italia (FIMI)                        | 20             |
| Nueva Zelanda (Recorded Music NZ)    | 7              |
| Países Bajos (Dutch Top 40)          | 38             |
| Reino Unido (UK Singles Chart)       | 3              |
| Reino Unido (UK Dance Chart)         | 1              |

| Territorio    | Lista (2005)            | Posición |
| ------------- | ----------------------- | -------- |
| Australia     | ARIA Singles Chart      | 55       |
| Europa        | Eurochart Hot 100       | 98       |
| Nueva Zelanda | Recorded Music NZ       | 32       |
| Reino Unido   | Official Charts Company | 16       |

### Certificaciones
| País          | Organismo certificador | Certificación | Ventas  | Ref.   |
| ------------- | ---------------------- | ------------- | ------- | ------ |
| Australia     | ARIA                   | Oro           | 35 000  | [ 32 ] |
| Nueva Zelanda | RMNZ                   | Oro           | 5 000   | [ 33 ] |
| Reino Unido   | BPI                    | Oro           | 400 000 | [ 34 ] |